# Симон VII Векер
Симон VII Векер фон Цвайбрюкен-Бич (на немски: Simon VII Wecker von Zweibrücken-Bitsch; * 1446; † 22 юли 1499 в Дорнач) е граф на Цвайбрюкен и господар на Бич (1474 – 1499).

## Биография
Той е най-възрастният син на граф Фридрих II фон Цвайбрюкен-Бич († 1474) и съпругата му Анна, рауграфиня фон Нойенбаумберг († сл. 1457). Брат е на граф Ханеман III фон Цвайбрюкен (* ок. 1438, † 1452).
Симон се жени за Елизабет фон Лихтенберг (* 9 август 1444; † 21 януари 1495), дъщеря наследничка на Лудвиг V фон Лихтенберг (1417 – 1471) и съпругата му Елизабет фон Хоенлое-Вайкерсхайм († 1488), дъщеря на граф Албрехт I фон Хоенлое-Вайкерсхайм († 1429) и Елизабет фон Ханау († 1475). Нейната сестра Анна фон Лихтенберг (1442 – 1474) е омъжена 1458 г. за граф Филип I Стари фон Ханау-Бабенхаузен. Двете сестри наследяват господство Лихтенберг след смъртта на бездетния им чичо Якоб фон Лихтенберг (1416 – 1480).

## Деца
Симон VII Векер и Елизабет фон Лихтенбергг имат децата:
- Елизабет (ок. 1465 – 1487), омъжена на 10 януари 1485 г. за херцог Хайнрих фон Вюртемберг, граф фон Момпелгард (1448 – 1519)
- Анна Сибила († 1531), омъжена февруари 1487 г. за граф Хуго XV/XII фон Монфор-Ротенфелс-Васербург († 1519)
- Маргарета († 1505), омъжена на 20 февруари 1490 г. за Вилхелм II фон Раполтщайн (1468 – 1547)
- Райнхард (* ок. 1495), граф на Цвайбрюкен, господар на Бич и Лихтенберг (1499 – 1532), женен на 18 ноември 1501 г. за Анна фон Даун († 1541), дъщеря на Йохан VI, вилд-Райнграф цу Даун и Кирбург (1470 – 1499) и Йохана фон Салм
- Симон VIII Векер († 1504), граф на Цвайбрюкен, господар на Бич
- Имагина († сл. 1490), монахиня в Лихтентал

Той се жени втори път и има син:
- Симон Бич († сл. 1508)